# Botanochara
Botanochara es un género de escarabajos de la familia Chrysomelidae. En 1837 Dejean describió el género. Contiene las siguientes especies:
- Botanochara impressa (Panzer, 1798)
- Botanochara matogrossoensis Borowiec, 2006
- Botanochara vianai Borowiec, 1989